# Корейський півострів
Корейський півострів — півострів у Східній Азії, між Японським і Жовтим морями.
Площа півострову — 150 тис. км² є ялинові та листяні ліси, на Корейському півострові розташовані Північна Корея і Південна Корея.

## Географія
Рельєф гористий. Плоскі і горбисті рівнини займають близько 25% території країни. Основні гірські хребти Наннім, Пуджолльон, Мачхолльон і Хамгьон розташовані на півночі країни. Максимальні абсолютні відмітки хребтів: Мачхолльон 2650 м, Хамгьон 2540 м, Пуджолльон 2309 м, Наннім 2260 м. На північний захід від хребта Пуджолльон розташоване нагір'я Кема з висотами 700–2600 м. У субмеридіональному напрямі, займаючи центральну частину Корейського півострова, простягається гірський масив, який охоплює хребти Пуктебон, Масінньйон, Кванджу, Тхебек з висотами 640–1708 м. На півдні півострова розташовані гірські хребти Кьонсан (макс. 1240 м) і Собек (1915 м). Рівнини займають переважно західні і південні прибережні частини півострова. Річки Корейського півострову, які впадають в Японське море, в основному гірські. Для річок, які впадають у Жовте море, характерна спокійна течія.
Клімат Кореї помірний, мусонний, на півдні — субтропічний. Весною і восени бувають тайфуни. Взимку погода холодна і суха, влітку — жарка і дощова.

## Історія

### Давня історія
Заселення території Корейського півострова розпочалося ще в період палеоліту, приблизно 700 тисяч років тому. Археологічні знахідки свідчать про існування осілих громад вже у неоліті, які займалися землеробством, ткацтвом і гончарством.
Близько 2333 року до н.е., згідно з легендою, була заснована перша корейська держава — Кочосон — міфічним правителем Танґуном. Хоча його історичне існування піддається сумніву, Кочосон був першою політичною організацією на півострові, яка мала централізоване управління. У 108 р. до н.е. Кочосон був знищений ханьським Китаєм, і на його території були створені китайські військові колонії.
У перші століття н.е. на півночі півострова та в Маньчжурії сформувалася могутня держава Когурьо, яка вела тривалі війни з Китаєм. На півдні з’явилися держави Пекче та Сілла, які разом з Когурьо утворили період Трьох королівств (I–VII ст.).

### Об’єднання та раннє середньовіччя
У 668 році держава Сілла, за допомогою китайської династії Тан, об’єднала значну частину півострова, започаткувавши період Об'єднаної Сілли. Водночас на півночі, в Маньчжурії, виникло незалежне королівство Пархе, яке розглядалося як спадкоємець Когурьо.
У 918 році на уламках колишніх королівств виникла держава Корьо, яка остаточно об’єднала півострів у 936 році. Саме назва «Корея» походить від цієї династії. Під час правління Корьо був запроваджений буддизм як державна релігія, а також розвивалося ремесло, мистецтво і книгодрукування (зокрема, створено найдавніший у світі повний набір дерев’яних кліше для друку — Трипітака Коряна).
У XIII столітті держава Корьо зазнала монгольського вторгнення. Протягом декількох десятиліть вона перебувала під владою Монгольської імперії, зберігаючи при цьому номінальну автономію.

### Династія Чосон (1392–1897)
У 1392 році генерал І Сонґє здійснив переворот і заснував нову династію — Чосон. Вона правила понад 500 років і заклала основу традиційної корейської культури. За правління Чосон конфуціанство стало панівною ідеологією, замінивши буддизм. У XV столітті за короля Седжона Великого було створено корейську абетку хангиль, що значно підвищило грамотність населення.
Протягом XVI–XVII століть Корея пережила кілька руйнівних вторгнень: насамперед японські імджинські війни (1592–1598), під час яких герой Ї Сунсін прославився битвами на «черепашачих кораблях». Згодом півострів піддавався нападам маньчжурів, що зрештою призвело до його ізоляції від зовнішнього світу — періоду, який іноді називають «Корейське середньовічне замикання».

### Новий час та колонізація
У XIX столітті Чосон зіштовхнувся з дедалі сильнішим тиском з боку західних імперій та Японії. У 1876 році Корея під тиском підписала нерівноправний договір з Японською імперією, яка поступово посилювала свій вплив.
У 1897 році останній король Чосон проголосив створення Імперії Корея, щоб підкреслити незалежність від Китаю. Проте після поразки Росії в російсько-японській війні Японія остаточно закріпила контроль над півостровом.
У 1910 році Корея була офіційно анексована Японією та перетворена на колонію. Японська окупація Кореї тривала до 1945 року і супроводжувалася примусовою асиміляцією, забороною корейської мови, експлуатацією ресурсів та трудових резервів, а також масовими репресіями. Водночас відбувався і корейський національний рух спротиву.

### Розділення Кореї
Після поразки Японії в Другій світовій війні в 1945 році Корейський півострів був поділений по 38-й паралелі між СРСР (на півночі) та США (на півдні). Цей розподіл мав спочатку тимчасовий характер, однак уже в 1948 році утворилися дві окремі держави — КНДР та Республіка Корея.
У 1950 році розпочалася Корейська війна, коли Північна Корея за підтримки СРСР і Китаю вторглася на південь. США та інші країни під егідою ООН втрутилися на боці Південної Кореї. Війна завершилася в 1953 році підписанням перемир’я, але офіційний мирний договір так і не був укладений. Демілітаризована зона між двома Кореями залишається одним із найбільш охоронюваних кордонів у світі.

### Сучасна епоха
У другій половині XX ст. Південна Корея пройшла шлях від авторитарного режиму до демократичної республіки, здійснила економічне диво і стала однією з провідних світових економік. Натомість Північна Корея перетворилася на тоталітарну державу, очолювану династією Кімів, із закритою економікою та постійною військовою мобілізацією.
Зусилля щодо об'єднання або нормалізації відносин між двома Кореями здійснювалися неодноразово (зокрема в рамках Сонячної політики), проте без довготривалого успіху. Нині Корейський півострів залишається одним із найнапруженіших геополітичних регіонів світу.